# Diocese de Innsbruck
Diocese de Innsbruck (em latim: Dioecesis Oenipontana) é uma diocese católica, sufragânea da Arquidiocese de Salzburgo, na Áustria. Em 2006, havia batizado 407.982 do total de 526.226 habitantes.

## Território
A diocese inclui o Estado austríaco de Tirol (com exceção da parte nordeste do estado, que está no território da Arquidiocese de Salzburgo). A sede episcopal é a cidade de Innsbruck, onde se localiza a Catedral de Innsbruck.
O território é dividido em 244 paróquias.

## História
A administração apostólica de Innsbruck-Feldkirch foi erigida em 1921, através do desmembramento do território da Diocese de Bressanone (hoje Diocese de Bolzano-Bressanone).
A diocese foi elevada à administração apostólica em 6 de agosto de 1964 pela bula papal Sedis Apostolicae do Papa Paulo VI.
Em 8 de dezembro de 1968, a Diocese de Innsbruck-Feldkirch foi dividida, dando origem à Diocese de Feldkirch e à Diocese de Innsbruck.

## Líderes
|        | Nome                     | Período   | Notas                          |
| Bispos | Bispos                   | Bispos    | Bispos                         |
| ------ | ------------------------ | --------- | ------------------------------ |
| 6º     | Hermann Glettler         | 2017-     | Atual                          |
| 5º     | Manfred Scheuer          | 2003-2015 | Nomeado Bispo de Linz          |
| 4º     | Alois Kothgasser, S.D.B. | 1997-2002 | Nomeado Arcebispo de Salzburgo |
| 3º     | Reinhold Stecher         | 1980-1997 |                                |
| 2º     | Paulus Rusch             | 1938-1980 |                                |
| 1º     | Sigismund Waitz          | 1921-1938 | Nomeado Arcebispo de Salzburgo |

## Estatísticas
A diocese, até o final de 2006, em uma população de 526.226 pessoas, havia batizado 407.982, correspondendo a 77,5% do total.